# Vrhovo, Radeče
Vrhovo je naselje v Občini Radeče.